# Флег лига Србије 2010.
Флег лига Србије 2010. је прва сезона лиге Србије у флег фудбалу. Почела је 17. априла 2010. године и у њој је учествовало укупно осам екипа. Титулу првака освојили су Индијанси Инђија.

## Систем такмичења
У лиги је учествовало осам клубова подељених у две групе по четири, према територијалној припадности. Играло се по турнирском систему - екипа домаћин је угостила остале екипе из групе. Надметање је било по принципу свако са сваким. Две најбоље пласниране екипе пласирале су се на завршни турнир.

## Клубови
| Клуб               | Место             |
| ------------------ | ----------------- |
| Индијанси Инђија   | Инђија            |
| Гардијанси Рума    | Рума              |
| Сирмијум лиџонарси | Сремска Митровица |
| Спартанци Суботица | Суботица          |

| Клуб                    | Место     |
| ----------------------- | --------- |
| Вукови Београд          | Београд   |
| Скај тандерси Обреновац | Обреновац |
| Ти-рекси Земун          | Земун     |
| Витезови Пирот          | Пирот     |

## Резултати

### 1. коло
| Клуб               | Клуб               | Резултат |
| ------------------ | ------------------ | -------- |
| Индијанси Инђија   | Спартанци Суботица | 38:14    |
| Сирмијум лиџонарси | Гардијанси Рума    | 79:0     |
| Индијанси Инђија   | Гардијанси Рума    | 55:6     |
| Сирмијум лиџонарси | Спартанци Суботица | 44:0     |
| Спартанци Суботица | Гардијанси Рума    | 40:26    |
| Сирмијум лиџонарси | Индијанси Инђија   | 41:31    |

| Клуб           | Клуб                    | Резултат |
| -------------- | ----------------------- | -------- |
| Витезови Пирот | Вукови Београд          | 12:6     |
| Ти-рекси Земун | Скај тандерси Обреновац | 25:0     |
| Витезови Пирот | Ти-рекси Земун          | 36:14    |
| Вукови Београд | Скај тандерси Обреновац | 32:12    |
| Витезови Пирот | Скај тандерси Обреновац | 31:26    |
| Ти-рекси Земун | Вукови Београд          | 30:14    |

### 2. коло
| Клуб               | Клуб               | Резултат |
| ------------------ | ------------------ | -------- |
| Индијанси Инђија   | Спартанци Суботица | :        |
| Сирмијум лиџонарси | Гардијанси Рума    | :        |
| Индијанси Инђија   | Гардијанси Рума    | :        |
| Сирмијум лиџонарси | Спартанци Суботица | :        |
| Спартанци Суботица | Гардијанси Рума    | :        |
| Сирмијум лиџонарси | Индијанси Инђија   | :        |

| Клуб                    | Клуб                    | Резултат |
| ----------------------- | ----------------------- | -------- |
| Вукови Београд          | Ти-рекси Земун          | 34:14    |
| Витезови Пирот          | Скај тандерси Обреновац | 20:6     |
| Вукови Београд          | Скај тандерси Обреновац | 33:25'   |
| Витезови Пирот          | Ти-рекси Земун          | 33:19    |
| Скај тандерси Обреновац | Ти-рекси Земун          | 35:0     |
| Вукови Београд          | Витезови Пирот          | 56:0     |

### 3. коло
| Клуб               | Клуб               | Резултат |
| ------------------ | ------------------ | -------- |
| Индијанси Инђија   | Гардијанси Рума    | 49:0     |
| Сирмијум лиџонарси | Спартанци Суботица | 33:28    |
| Сирмијум лиџонарси | Гардијанси Рума    | 73:12    |
| Индијанси Инђија   | Спартанци Суботица | 34:21    |
| Сирмијум лиџонарси | Индијанси Инђија   | 54:27    |
| Спартанци Суботица | Гардијанси Рума    | 65:6     |

| Клуб                    | Клуб                    | Резултат |
| ----------------------- | ----------------------- | -------- |
| Витезови Пирот          | Скај тандерси Обреновац | 13:6     |
| Витезови Пирот          | Ти-рекси Земун          | 18:12    |
| Скај тандерси Обреновац | Ти-рекси Земун          | 26:14    |
| Витезови Пирот          | Вукови Београд          | 39:12'   |
| Вукови Београд          | Ти-рекси Земун          | 43:23    |
| Вукови Београд          | Скај тандерси Обреновац | 43:22    |

### 4. коло
| Клуб               | Клуб               | Резултат |
| ------------------ | ------------------ | -------- |
| Индијанси Инђија   | Спартанци Суботица | :        |
| Сирмијум лиџонарси | Гардијанси Рума    | :        |
| Индијанси Инђија   | Гардијанси Рума    | :        |
| Сирмијум лиџонарси | Спартанци Суботица | :        |
| Спартанци Суботица | Гардијанси Рума    | :        |
| Сирмијум лиџонарси | Индијанси Инђија   | :        |

| Клуб                    | Клуб                    | Резултат |
| ----------------------- | ----------------------- | -------- |
| Вукови Београд          | Ти-рекси Земун          | :        |
| Витезови Пирот          | Скај тандерси Обреновац | :        |
| Вукови Београд          | Скај тандерси Обреновац | :'       |
| Витезови Пирот          | Ти-рекси Земун          | :        |
| Скај тандерси Обреновац | Ти-рекси Земун          | :        |
| Вукови Београд          | Витезови Пирот          | :        |

## Коначне табеле[3]
| Клуб               | Поб. | Пор. | Бод. |
| ------------------ | ---- | ---- | ---- |
| Сирмијум лиџонарси | 12   | 0    | 36   |
| Индијанси Инђија   | 8    | 4    | 24   |
| Спартанци Суботица | 4    | 8    | 12   |
| Гардијанси Рума    | 0    | 12   | 0    |

| Клуб                    | Поб. | Пор. | Бод. |
| ----------------------- | ---- | ---- | ---- |
| Витезови Пирот          | 10   | 2    | 30   |
| Вукови Београд          | 9    | 3    | 27   |
| Скај тандерси Обреновац | 3    | 9    | 9    |
| Ти-рекси Земун          | 2    | 10   | 6    |

## Финални турнир
Финални турни одигран је у Пироту, 28. јуна 2010. године, на стадиону Витезова.

## Полуфинале
| Датум         | Клуб               | Клуб           | Резултат |
| ------------- | ------------------ | -------------- | -------- |
| 27. јун 2010. | Индијанси Инђија   | Витезови Пирот | 20:7     |
| 27. јун 2010. | Сирмијум лиџонарси | Вукови Београд | 44:19    |

## Финале
| Датум         | Клуб             | Клуб               | Резултат |
| ------------- | ---------------- | ------------------ | -------- |
| 27. јун 2010. | Индијанси Инђија | Сирмијум лиџонарси | 28:27    |

| Првак Флег лиге Србије 2010. |
| ---------------------------- |
| Индијанси Инђија 1. титула   |